# Robert Bialek

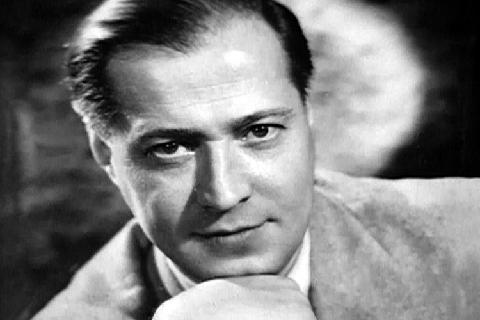
Robert Bialek, um 1955

Robert Franz Paul Bialek (* 23. Juni 1915 in Breslau; † wahrscheinlich im Frühjahr 1956 in Berlin) war ein deutscher Politiker und Widerstandskämpfer gegen den Nationalsozialismus. Nach 1945 unter anderem beim Aufbau der DDR-Sicherheitsorgane tätig, flüchtete er 1953 in den Westen und schloss sich der SPD an. Das Ministerium für Staatssicherheit der DDR betäubte und entführte ihn am 4. Februar 1956 in die DDR, wo er unter nicht ganz geklärten Umständen starb.

## Leben
Nach dem Abschluss der Mittelschule absolvierte Bialek eine kaufmännische Ausbildung. Er trat 1929 in die Sozialistische Arbeiterjugend ein und 1933 in den KJVD und die KPD-O. Nach dem Parteiverbot betätigte er sich in der illegalen politischen Arbeit. Im Jahre 1935 wurde Bialek verhaftet und als Widerstandskämpfer gegen die Nazidiktatur in Breslau zu sechs Jahren Freiheitsstrafe verurteilt. Nach Verbüßung der Strafe blieb er in „Schutzhaft“, bis ihm 1943 die Flucht gelang. Danach hielt sich Bialek bis zum Kriegsende illegal in Breslau auf. Dort wurde er Mitte Mai 1945 Zivilbevollmächtigter und Berater der Kommandantur in zivilen deutschen Angelegenheiten.
Im Juli 1945 kam er als Vertriebener nach Sachsen und traf am 20. Juli 1945 in Dresden ein. Er wurde Bezirksjugendsekretär der KPD und Sächsischer Landesjugendleiter. In dieser Funktion kam er mit Erich Honecker in Kontakt, dem Vorsitzenden des Zentralen Jugendausschusses für die Sowjetische Besatzungszone, eines Vorläufers der Freien Deutschen Jugend (FDJ). Honecker und Bialek trafen sich erstmals im Oktober 1945. Bialek wurde im April 1946 in die Provisorische Leitung der FDJ gewählt. Gleichzeitig wurde er 1. Vorsitzender der FDJ in Sachsen. Durch diese Funktion war er auch bis 1948 Abgeordneter des Sächsischen Landtags. Im Oktober 1946 wurde Bialek auf dem 1. Parlament der FDJ in deren Zentralrat gewählt. Darüber hinaus war er in den Jahren 1946 und 1947 Sekretär der SED-Landesleitung Sachsen.
Im Herbst 1947 wurde Bialek zu einem Halbjahreslehrgang an die Parteihochschule Karl Marx nach Kleinmachnow delegiert. Hier begegnete er Wolfgang Leonhard und Hermann Weber. Danach wurde er am 13. Juli 1948 als Generalinspekteur der Deutschen Volkspolizei der erste Polit-Kultur(PK)-Leiter bei der Deutschen Verwaltung des Innern (DVdI), der Vorläuferin des Innenministeriums der DDR. Seine direkten Vorgesetzten waren Kurt Fischer und Erich Mielke. Da es nicht im ausreichenden Maße gelang, antifaschistische und militärisch gut ausgebildete Kader für die neu aufzustellenden bewaffneten Organe zu finden, verpflichtete man auch Heimkehrer aus sowjetischer Kriegsgefangenschaft und ehemalige Mitglieder von NS-Organisationen wie Hitlerjugend, NSV, Organisation Todt und Bund Deutscher Mädel. Bialek kritisierte wiederholt in Berichten die Rekrutierungsmethoden und die Gesinnung vieler verpflichteter Polizisten. Er kam weder mit Erich Mielke noch mit Kurt Fischer zurecht. Die wiederholten Konflikte gipfelten in einem konfliktreichen Gespräch mit Walter Ulbricht. Bialek reichte daraufhin am 15. Oktober 1948 seine Kündigung ein und trat vom Posten des Politkulturkommissars zurück. Vermutlich kam er damit seiner Entlassung zuvor. Er wurde zur Bewährung nach Großenhain geschickt. Dort wurde er zunächst am 18. Januar 1949 1. Sekretär der SED-Kreisleitung. In Großenhain lernte er auch Inge Fritsche kennen, welche er am 27. Januar 1951 heiratete. Nach erneuten Differenzen wurde Bialek Kulturdirektor im VEB Lokomotiv- und Waggonbau in Bautzen. Bialeks Degradierungen führten 1952 zu einer ernsten Auseinandersetzung mit Walter Ulbricht, die mit seinem Parteiausschluss als Parteifeind und Verräter endete.
Nach dem Volksaufstand vom 17. Juni 1953 floh er nach West-Berlin, das er am 27. August 1953 betrat. Seine Frau und die am 7. Mai 1952 geborene Tochter Dagmar waren bereits in Köln bei der Familie von Inge Bialek zu Besuch. Er wurde Mitglied der SPD, Mitarbeiter von deren Ostbüro und BBC-Korrespondent. Infolge seiner tatsachengetreuen Reportagen über den Volksaufstand und das Leben in der DDR, die regelmäßig ausgestrahlt wurden, galt Bialek in der DDR als Staatsfeind. Die Sendung war so populär in der damaligen DDR und kritisierte die Bedingungen in der DDR inhaltlich so fundiert, dass Radio Moskau auf die Sendereihe „Grundschule des Marxismus“, wo Bialek durch Stewart Thomson interviewt wurde, eine Antwort durch Eugen Varga senden ließ.
Wichtig für Bialek war eine Reise nach Großbritannien auf Einladung des britischen Außenministeriums. Er trat die Reise gemeinsam mit seiner Frau an und war vom 9. bis zum 30. Januar 1955 in England. Besonders wichtig war ihm, dass er dort seinen Brieffreund Erich Fried persönlich treffen konnte. Außerdem organisierte das Central Office of Information im Auftrag des britischen Außenministeriums und in Abstimmung mit der BBC eine Informationsreise, durch die Bialek und seine Frau das britische Gesellschaftsmodell, soziale Einrichtungen und Betriebe kennenlernen sollten. Als Betreuer und Dolmetscher für beide diente der damalige BBC-Mitarbeiter Fritz Beer (1911–2006). Vieles von dem in Großbritannien Erlebten floss später auch in die BBC-Sendungen Bialeks ein. So konnten die Arbeiter in der DDR ein reales Bild von der Lebenslage der Arbeiter in Großbritannien bekommen. Nach der Rückkehr nach West-Berlin arbeitete Bialek nicht mehr nur für die BBC, sondern schrieb zahlreiche Artikel und Beiträge für das Ostbüro der SPD.
Am 4. Februar 1956 wurde er um 21.40 Uhr auf einer fingierten Geburtstagsfeier in Berlin-Wilmersdorf von den MfS-Agenten Herbert Hellwig und Paul Drzewiecki nach Betäubung durch K.-o.-Tropfen entführt und mit sehr hoher Wahrscheinlichkeit um 23.00 Uhr in das Stasi-Gefängnis Berlin-Hohenschönhausen eingeliefert. Die Entführung und der Mord an dem damals hochrangigsten und populären Flüchtling aus der DDR wurde durch die Presse vielfach bekannt gemacht und war häufig Titelthema. Damit verlieren sich seine Spuren. Recherchen des Historikers Peter Erler in der Birthler-Behörde legen nahe, dass Bialek bereits als Toter in Hohenschönhausen eingeliefert wurde oder unmittelbar darauf verstarb.  Andere Hinweise deuten darauf hin, dass Bialek, nachdem er offiziell längst für tot erklärt worden war, erst im Spätherbst 1956 in der Justizvollzugsanstalt Bautzen an den Folgen monatelanger Folter starb.

## Posthumes
Bemühungen der Witwe Inge Bialek, Näheres über seine Todesumstände zu erfahren, blieben erfolglos. Hermann Axen behauptete 1991, er sei erschossen worden.
Da Drzewiecki verstorben war, konnte nach dem Fall der Mauer nur Hellwig angeklagt werden. Hellwig wurde am 30. Juli 1997 vom Landgericht Berlin zu zehn Monaten Freiheitsstrafe zur Bewährung verurteilt.

## Filme
- Freya Klier: Das kurze Leben des Robert Bialek. Dokumentarfilm, 1997.[18]